# Malungs kommunala realskola
Malungs kommunala realskola var en kommunal realskola i Malung verksam från 1947 till 1970..

## Historia
Skolan fanns från 1947 som en kommunal mellanskola vilken ombildades till kommunal realskola 1 juli 1952
Realexamen gavs tidigast från 1950 (eventuellt tidigare) till 1970.
En ny skolbyggnad togs i bruk 25 augusti 1965 som senare använts av Centralskolan/Västerdalarnas Gymnasieskola 